# Красневич Ярослав Миколаєвич
Яросла́в Микола́євич Красне́вич (17 вересня 1911, м. Добромиль — 10 жовтня 1998, там само) — художник, педагог.

## Життєпис
Народився у місті Добромиль (нині Старосамбірський район, Львівська область). Ознайомлення Ярослава з рисунком почалося ще в дошкільні роки. 1925 року вступив до 3-го класу Добромильської приватної гімназії ім. Гербурта з гуманітарним нахилом (закінчив 1931 року). Від 3 до 6 класу в гімназії були уроки малювання. У 1930 році Ярослав познайомився зі своїм ровесником, художником П. Богданським. Тоді мистецькі традиції Добромиля пов'язували з родиною Богданських. Ця династія церковних малярів від XVIII ст. розмалювала храми на Бойківщині та Лемківщині. З 1931 по 1932 рік Ярослав навчався у Львівському університеті на відділі права. Після цього навчався у Краківській академії мистецтв. На 1 і 2 курсі навчання основним предметом був рисунок. Денний рисунок в академії вів професор Владислав Яроцький, а вечірній — професор Казимир Сіхульський. З початком II Світової війни Ярослав Красневич повернувся додому в Добромиль, невдовзі одружився з Йоанною Щурек і став учителем історії, географії та малювання у 5—7 класах семирічної школи в с. Княжпіль. На початку 1941 року повернувся з Княжполя до Добромиля. За часів німецької окупації Красневич продовжував працювати в освіті, спочатку в Самбірській (від жовтня 1941 до кінця 1942 року), потім у Добромильській (від 1943 до 1944 року) торговельній школі учителем реклами. Від 1944 до 1952 року Красневич обіймав посаду начальника статистичного відділу Добромильського райвиконкому. Звільнений через небажання вступити в комуністичну партію. Від 1952 до 1962 року він працював у Добромильському районному відділі народної освіти, паралельно викладав малювання у Добромильській середній школі. Від 1963 по 1971 рік — учитель історії і німецької мови в Добромильській середній школі робітничої молоді.
Помер 1998 року, похований у Добромилі.

## Про творчість Красневича
Збережена спадщина Ярослава Красневича — це більше ніж дві сотні живописних картин (олія на картоні чи фанері) і малюнків (у техніці акварелі, кольорових олівців або фломастерів). Красневич не був майстром тематичної картини, його стихія — портрет, пейзаж, натюрморт із зображенням квітів, інтер'єр, здебільшого поєднаний із пейзажем та натюрмортом. В усіх творах митця першорядна роль належить кольору. Постійна праця в цьому напрямі привела художника до цікавих знахідок. Він уміло організовував площину з відчуттям пластичної форми і колориту.